# Пожарищино
Пожарищино — деревня в Хиславичском районе Смоленской области России. Входит в состав Колесниковского сельского поселения. Население — 15 жителей (2007 год). 
Расположена в юго-западной части области в 16 км к юго-западу от Хиславичей, в 51 км западнее автодороги А141 Орёл — Витебск. В 51 км восточнее деревни расположена железнодорожная станция Стодолище на линии Смоленск — Рославль. 

## История
В годы Великой Отечественной войны деревня была оккупирована гитлеровскими войсками в июле 1941 года, освобождена в сентябре 1943 года.